# Granatnik LAW 80
LAW 80 – brytyjski rakietowy granatnik przeciwpancerny z wyrzutnią jednorazowego użytku.

## Historia konstrukcji
LAW 80 został skonstruowany w drugiej połowie lat 80. XX wieku w brytyjskiej firmie Hunting Engineering. Do uzbrojenia armii brytyjskiej został przyjęty w 1988 roku. Zastąpił starsze granatniki M72 LAW i Carl Gustaf.
Obecnie (2005 rok) planowane jest wycofanie granatnika LAW 80 z uzbrojenia i zastąpienie go ppk krótkiego zasięgu MBT LAW.

## Konstrukcja
Granatnik przeciwpancerny LAW 80 składa się z wyrzutni w postaci dwóch koncentrycznych, rozsuwanych, gładkoprzewodowych, cienkościennych rur o kalibrze 94 mm, będącej jednocześnie zasobnikiem transportowym pocisku i pocisku rakietowego (obie rury wykonane są z kompozytu zawierającego kevlar i włókno szklane). Do wyrzutni mocowany jest celownik optyczny (niepowiększający, z plastikowymi soczewkami), karabinek kalibru 9 mm służący do wstrzeliwania i mechanizm spustowo-odpalający. W położeniu marszowym broń jest zsunięta, a oba końce wyrzutni zamknięte są pokrywami. Rozsunięcie wyrzutni powoduje odbezpieczenie mechanizmu spustowo-uderzeniowego. W miarę możliwości należy najpierw wstrzelać się przy pomocy karabinka (jego pociski mają takie same parametry balistyczne jak pocisk rakietowy), a dopiero po uzyskaniu trafienia z karabinka odpalić pocisk rakietowy (silnik pocisku kończy pracę przed opuszczeniem wyrzutni).
Wyrzutnia jest jednorazowa, podobnie jak i umieszczony w niej karabinek (pozwala na oddanie 5 strzałów)

### Wersje
- LAW 80 – granatnik przeciwpancerny
- Adder – system pozwalający odpalać ustawione na statywach granatniki z odległości do 200 m
- Addermine – przeciwpancerna mina kierunkowa odpalana drucianym naciągiem
- Addermine Ajax – przeciwpancerna mina kierunkowa odpalona przy pomocy zapalnika Ajax (połączenie czujnika sejsmicznego, termicznego i akustycznego z komputerem wybierającym optymalny moment odpalenia)
- Adderlaze – granatnik na statywie odpalany zdalnie przy pomocy zakodowanej wiązki laserowej

## Dane taktyczno-techniczne
| Wzór                                      | LAW 80    |
| Kaliber (mm)                              | 94        |
| Długość wyrzutni złożonej/rozłożonej (mm) | 1000/1500 |
| Masa (kg)                                 | 9         |
| Przebijalność(mm)                         | 650       |
| Prędkość początkowa (m/s)                 | ?         |
| Zasięg skuteczny (m)                      | 500       |